# Kloramfenikol
Kloramfenikol je bakteriostatična antibiotična učinkovina. Gre za prototipni širokospektralni antibiotik, poleg tetraciklinov.
Kloramfenikol je učinkovit proti številnim grampozitivnim in gramnegativnim bakterijam, vključno z anaerobnimi. Zaradi odpornosti in varnostnih razlogov ni več nikjer v razvitem svetu zdravilo prvega izbora za nobeno indikacijo, se pač včasih topično uporablja pri vnetju očesne veznice. Vendar pa se zaradi naraščajoče odpornosti bakterij proti novejšim zdravilom zanimanje za kloramfenikol ponovno povečuje. V državah v razvoju je uporaba še zmerom razširjena, in sicer zaradi dostopnosti in nizke cene.
Najhujši neželeni učinek, povezan z zdravljenjem s kloramfenikolom, je škodljivo delovanje na kostni mozeg, ki se kaže v dveh oblikah: kot zaviranje delovanja kostnega mozga, ki je posledica neposredne toksičnosti zdravila in se po zdravljenju popravi, ter kot aplastična anemija, ki je idiosinkratska reakcija na zdravilo (redka, nepredvidljiva in neodvisna od odmerka) in je po navadi smrtna.

## Spekter delovanja
Deluje tako, da zavre tvorbo bakterijskih beljakovin, in je zato učinkovit proti zelo širokemu spektru bakterij. Učinkuje proti grampozitivnim bakterijam (vključno z večino sevov MRSA), gramnegativnim bakterijam in anaerobom. Ni pa učinkovit proti Pseudomonas aeruginosa ter vrstam iz rodu klamidij in enterobakterjev.  Sicer izraža določeno učinkovitost proti Burkholderia pseudomallei, vendar se pri okužbah s to bakterijo kloramfenikol rutinsko ne uporablja, ker se daje prednost ceftazidimu in meropenemu. V zahodnem svetu je uporaba omejena na topično aplikacijo zaradi nevarnosti pojava aplastične anemije.

## Uporaba
Prvotna indikacija kloramfenikola je bilo zdravljenje trebušnega tifusa, ki ga povzroča Salmonella typhi, vendar so danes sevi te bakterije večkratno odporni, tudi proti kloramfenikolu, zato se kloramfenikol pri tej bolezni redko uporablja, razen če je povzročitelj dokazano občutljiv nanj. Kloramfenikol se lahko uporablja kot zdravilo druge izbire pri zdravljenju kolere, odporne proti tetraciklinu.
Zaradi zelo dobrega prehajanja krvno-možganske pregrade, ki je boljše kot pri kateremkoli cefalosporinu, ostaja kloramfenikol zdravilo izbora pri stafilokoknih možganskih ognojkih (abscesih). Uporablja se tudi pri zdravljenju možganskih ognojkov, povzročenih z različnimi mikroorganizmi, ter kadar povzročitelj ni poznan.
Kloramfenikol je tudi učinkovit proti trem poglavitnim povzročiteljem meningitisa: Neisseria meningitidis, Streptococcus pneumoniae in Haemophilus influenzae. V razvitem svetu ostaja kloramfenikol zdravilo izbora za zdravljenje meningitisa pri bolnikih z resno preobčutljivostjo na peniciline ali cefalosporine, za države v razvoju pa SZO priporoča kloramfenikol kot zdravilo izbora nasploh pri meningitisu.
V ZDA se kloramfenikol uporablja tudi pri začetnem izkustvenem zdravljenju otrok z vročino in petehijskim izpuščajem, če diferencialna diagnoza kaže tako na septikemijo, povzročeno z bakterijo Neisseria meningitidis, kot na mrzlico Skalnega gorovja, dokler dokončni rezultati diagnostičnih preiskav niso znani. 
Učinkovit je tudi proti Enterococcus faecium in se zato lahko uporablja pri okužbi z enterokoki, odpornimi proti vankomicinu.